# Nacer Barazite
Nacer Barazite (ur. 27 maja 1990 w Nijmegen) – holenderski piłkarz o marokańskich korzeniach występujący na pozycji napastnika w Yeni Malatyaspor.

## Kariera klubowa
Barazite rozpoczął swoją karierę w holenderskim NEC Nijmegen. Do Arsenalu dołączył w 2006, gdzie regularnie występował w drużynie rezerw oraz U-18 w sezonie 2006/2007. We wrześniu 2007 podpisał profesjonalny kontrakt z klubem. Miesiąc wcześniej, podczas letnich przygotowań do rozgrywek, strzelił debiutanckiego gola w barwach pierwszej drużyny w meczu towarzyskim przeciwko Barnet.
Młody Holender zadebiutował w „The Gunners” 31 października 2007, zmieniając Eduardo da Silva w potyczce z Sheffield United czwartej rundy Pucharu Ligi Angielskiej. Drugi występ zaliczył niespełna dwa miesiące później przeciwko Blackburn Rovers, ale został zmieniony przez Frana Meridę po zaledwie 17 minuach gry z powodu zwichnięcia ramienia.
| Sezon   | Klub                     | Kraj     | Rozgrywki      | Mecze | Bramki | Rozgrywki Europy | Mecze | Bramki |
| ------- | ------------------------ | -------- | -------------- | ----- | ------ | ---------------- | ----- | ------ |
| 2007/08 | Arsenal F.C.             | Anglia   | Premier League | 0     | 0      | -                | -     | -      |
| 2008/09 | Derby County F.C. (wyp.) | Anglia   | League One     | 30    | 1      | -                | -     | -      |
| 2009/10 | Arsenal F.C.             | Anglia   | Premier League | 0     | 0      | -                | -     | -      |
| 2010/11 | Vitesse Arnhem (wyp.)    | Holandia | Eredivisie     | 9     | 0      | -                | -     | -      |
| 2010/11 | Austria Wiedeń           | Austria  | Bundesliga     | 9     | 0      | -                | -     | -      |
| 2011/12 | Austria Wiedeń           | Austria  | Bundesliga     | 18    | 8      | Liga Europy UEFA | 12    | 11     |
| 2011/12 | AS Monaco                | Francja  | Ligue 2        | 7     | 0      | -                | -     | -      |
| 2012/13 | AS Monaco                | Francja  | Ligue 2        | 4     | 0      | -                | -     | -      |
| 2012/13 | Austria Wiedeń           | Austria  | Bundesliga     | 5     | 1      | -                | -     | -      |
| 2013/14 | AS Monaco                | Francja  | Ligue 1        | 0     | 0      | -                | -     | -      |
| 2014/15 | FC Utrecht               | Holandia | Eredivisie     | 16    | 2      | -                | -     | -      |
| 2015/16 | FC Utrecht               | Holandia | Eredivisie     | 36    | 8      | -                | -     | -      |
| 2016/17 | FC Utrecht               | Holandia | Eredivisie     | 31    | 6      | -                | -     | -      |

Stan na: koniec sezonu 2016/2017.

## Kariera reprezentacji
Barazite wystąpił z reprezentacją Holandii U-17 na Mistrzostwach Europy 2007. Zdołał nawet zdobyć bramkę w zremisowanym 2:2 meczu z Belgią, ale jego zespół nie uzyskał awansu do następnej rundy.